# Kərki
Kərki – enklawa Azerbejdżanu (część Nachiczewańskiej Republiki Autonomicznej) w terytorium Armenii, w prowincji Ararat, administracyjnie przynależąca do rejonu Sədərək, kontrolowana przez Armenię od czasu konfliktu o Górski Karabach. Miejscowość została zaatakowana i przejęta przez Armenię w nocy z 19 na 20 stycznia 1990. Przez Kərki przebiega główna droga, łącząca północną i południową część Armenii. Wieś jest w większości zamieszkana przez lokalnych Ormian i uchodźców z Azerbejdżanu. Jej nazwa została zmieniona przez armeński rząd na Tigranaszen.